# Хенри Хънтингтън
Хенри Едуардс Хънтингтън (на английски: Henry Edwards Huntington; 27 февруари 1850 – 23 май 1927) е американски железопътен магнат и колекционер на предмети на изкуството и редки книги.
Живее в Лос Анджелис и допринася за развитието на града в края на ХІХ и началото на ХХ век. Собственик е на Pacific Electric Railway – най-голямата трамвайна транспортна система през 1920-те години – и на значителни поземлени имоти.

## Наследство
Хънтингтън е оставил значително наследство, сред което библиотеката Хънтингтън с художествена галерия и ботаническа градина (на английски: Huntington Library, Art Collections and Botanical Gardens) на територията на бившата му резиденция в Сан Марино, в близост до Пасадена. Други дарения за Калифорния включват градовете Хънтингтън Бийч и Хънтингтън Парк, както и езерото Хънтингтън.
На територията на голям Лос Анджелис – това са болницата Хънтингтън в Пасадена, средно училище Хенри Хънтингтън в Сан Марино, и булевард Huntington drive, който води на изток от центъра на Лос Анджелис. Неговата добре поддържана централна алея е била преди време трасе на Северната линия на Pacific Electric.
Градският парк в Ривърсайд в планината Рубиду първоначално е бил наречен Хънтингтън Парк, а пътят до върха е Huntington drive. Но след като наследниците на Франк Милър даряват имота на града, паркът е преименуван на Франк А. Милър Рубиду Мемориален парк, а пътят става Mount Rubidoux Drive. През 1907 г. е поставена мемориална плака за Хънтигтън на голям камък, известен като Хънтингтън рок. като признание за неговия принос в развитието на планините Рубиду, а след смъртта на Хънтингтън в северната част на хълма е поставена втора плоча на място, наречено Хънтингтън храм.
- Библиотеката „Хънтингтън“ в Пасадина
- Пощенска картичка от около 1910 г., посетители изкачват планината Рубиду в Ривърсайд по „Huntington drive“